# تاتوم أونيل
تاتوم أونيل (بالإنجليزية: Tatum O’Neal) (ولدت في 5 تشرين الثاني / نوفمبر 1963) ممثلة أمريكية حاصلة على جائزة الأوسكار كأحسن ممثلة مساعدة وقد كان عمرها 10 أعوام عندما فازت بالجائزة عن فيلم (Paper Moon) عام 1973 وما زالت أصغر ممثلة سنّا فازت بالجائزة.
ولدت أونيل في 5 تشرين الثاني / نوفمبر 1963 في لوس انجلس، كاليفورنيا في أسرة الممثل ريان أونيل والممثله جوانا كوك مور.ولد شقيقها، غريفين، في 1964. في 1967 طلق والداها. بعد زواج والدها من الممثلة فرح فاوست وجدت تاتوم أن عليها أن تخوض معارك الحياة بمفردها.
لم تكن تاتوم قد بلغت العشرين من عمرها عندما بلغ رصيد أفلامها التي مثلتها عشرين فيلماً. وقبل عيد ميلادها الحادي والعشرين قابلت جون ماكنرو الذي تزوجته وأنجبت منه كيفن وشين وايملين، وهو الزواج الذي عانت منه كثيراً وانتهى بالطلاق. وكان قد آلمها شعور فادح بأنها بلا عائلة تلجأ إليها في أوقات الأزمات

## وصلات خارجية
- تاتوم أونيل على موقع IMDb (الإنجليزية)
- تاتوم أونيل على موقع الموسوعة البريطانية (الإنجليزية)
- تاتوم أونيل على موقع روتن توميتوز (الإنجليزية)
- تاتوم أونيل على موقع ألو سيني (الفرنسية)
- تاتوم أونيل على موقع تيرنر كلاسيك موفيز (الإنجليزية)
- تاتوم أونيل على موقع أول موفي (الإنجليزية)
- تاتوم أونيل على موقع قاعدة بيانات الأفلام السويدية (السويدية)
- تاتوم أونيل على موقع إن إن دي بي (الإنجليزية)
- تاتوم أونيل على موقع قاعدة بيانات الفيلم (الإنجليزية)
- تاتوم أونيل على موقع كينوبويسك (الروسية)